# Guillaume Gillet (football)
Pour les articles homonymes, voir Guillaume Gillet et Gillet.
Guillaume Gillet, né le 9 mars 1984 à Liège en Belgique, est un footballeur international et entraîneur belge. Il est actuellement l'adjoint de Sven Vermant à la tête de l'équipe belge des moins de 19 ans.
Alors qu'il évolue au poste d'attaquant ou de milieu offensif dans les divisions inférieures, c'est au poste d'arrière droit qu'il s'impose à La Gantoise. Transféré à Anderlecht en janvier 2008, il retrouve son ancienne position au milieu du terrain et dépanne au poste d'arrière droit en fonction des besoins de l'équipe. De 2007 à 2016, il est également international belge et compte 21 sélections pour un but inscrit. Avec les Diables Rouges, il est le plus souvent aligné comme latéral droit.
Il a publié en décembre 2019 une autobiographie, intitulée Ma story.

## Biographie

### Débuts dans les divisions inférieures
Guillaume Gillet débute dans les équipes de jeunes du RCS Visé en 1990, après avoir été prêté au RFC Liège de 1993 à 1995 puis au Standard de Liège en 1995-1996, il réintègre en 1996 le RFC Liège, non loin de son domicile. Il débute en équipe première en 2002 et reste au club jusqu'en 2004. Il rejoint alors le RCS Visé à la suite de la rétrogradation administrative infligée au club liégeois un an plus tôt. Il passe une saison dans la Cité de l'oie puis s'engage au KAS Eupen, où il ne reste également qu'une saison.
À cette époque il concilie football et étude supérieure en éducation physique.

### Révélation à La Gantoise
En 2006, il est repéré par La Gantoise, un club de Division 1, qui lui offre la possibilité de jouer au plus haut niveau national. Il s'impose au poste d'arrière droit durant sa première saison et est repris par Jean-François De Sart pour disputer l'Euro espoirs 2007. Il reçoit sa première sélection avec les Diables Rouges le 5 octobre 2007 pour un match contre la Finlande huit jours plus tard. Il commence le match en position d'arrière droit. Après un an et demi à Gand, il est recruté par le Sporting Anderlecht, club le plus titré de Belgique, pour une somme avoisinant les deux millions d'euros.

### La consécration à Anderlecht

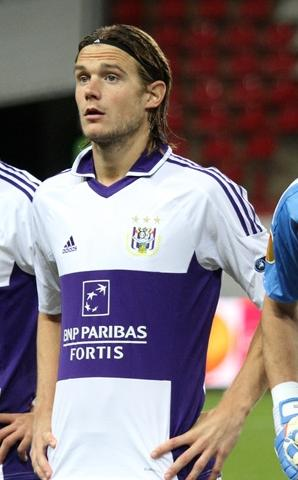
Guillaume Gillet au RSC Anderlecht en 2011.

Il est directement titulaire dans son nouveau club et joue quasi l'ensemble des rencontres au milieu de terrain, mais parfois également au poste de défenseur, en fonction des adversaires ou des indisponibilités de ses coéquipiers. En fin de saison, il participe à la finale de la Coupe de Belgique 2008 face à son ancienne équipe. Il inscrit le but de la victoire (2-3) de ses nouvelles couleurs à vingt minutes de la fin du match, décrochant par la même occasion le premier trophée de sa carrière.
Guillaume Gillet conforte sa place de titulaire indiscutable à l'entame de la saison 2008-2009, comme milieu de terrain axial. À la mi-championnat, il prolonge son contrat avec le club bruxellois jusqu'en juin 2013 et est avec sept buts le meilleur buteur du club, leader du championnat. En fin de saison, il manque de peu de fêter son premier titre de champion, battu par le Standard de Liège après un test-match. À la suite de la grave blessure subie par Marcin Wasilewski en septembre 2009, Guillaume Gillet le remplace au poste de défenseur droit durant toute la saison 2009-2010, ponctuée d'un titre de champion de Belgique.
Après une saison difficile, l'année 2012 sourit à nouveau à Guillaume Gillet, qui s'impose définitivement comme arrière droit dans la défense anderlechtoise. Courtisé par des clubs étrangers, notamment le Galatasaray, son club ne le laisse pas partir. À la place, il prolonge son contrat avec Anderlecht, le liant désormais au club de la capitale jusqu'en juin 2016. Un mois plus tard, le 1er mars 2012 il renonce à un match amical avec les Diables Rouges pour assister à la naissance de son premier enfant, Roméo. Le 6 mai, il offre le titre de champion de Belgique à son club, grâce à un penalty transformé dans les dernières minutes du match décisif face au Club de Bruges lors des play-offs 1. Une semaine plus tard, il est repris dans l'équipe-type de la Ligue Europa au poste d'arrière droit malgré l'élimination des anderlechtois dès les seizièmes de finale. Le 22 juillet, il marque le but de la victoire en Supercoupe de Belgique contre Lokeren. Enfin, le 11 septembre, il inscrit son premier but en équipe nationale face à la Croatie, d'une reprise de volée phénoménale synonyme de partage un but partout et synonyme selon un bon nombre d'observateurs du but le plus important de la campagne qualificative pour la Coupe du monde 2014 au Brésil.
Après le départ de Lucas Biglia en juillet 2013, Gillet devient le nouveau capitaine d'Anderlecht et soulève en fin de saison une nouvelle fois le trophée de Champion de Belgique, son quatrième au total, et le troisième consécutif : 2012, 2013 et 2014.

### Départ en France et étape en Grèce
En juin 2014, il est prêté pour une saison avec option d'achat au SC Bastia. Il s'y impose dès son arrivée au milieu de terrain, participant aux 38 matchs de championnat de la saison 2014-2015 (37 titularisations, 1 entrée en jeu, 2 buts, 1 passe décisive). Il fait les beaux jours du club de l'île de beauté et est immédiatement adopté par les supporters, qui l'éliront en fin d'année comme le meilleur joueur de la saison. Guillaume Gillet se sent bien en Corse et le 16 octobre 2014, il devient père d'une petite Vittoria-Blake.

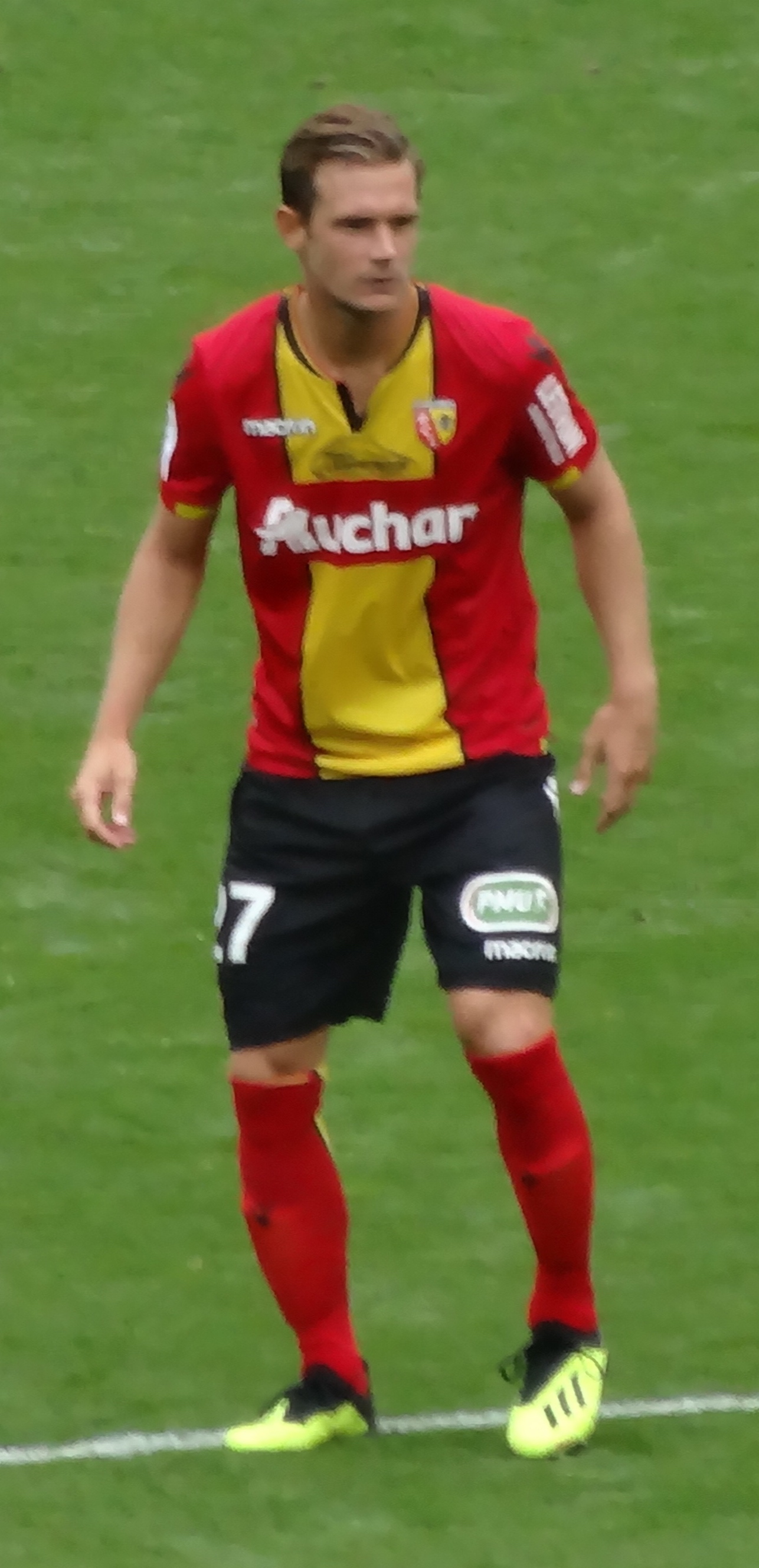
Guillaume Gillet sous les couleurs du RC Lens.

En fin de saison, les médias annoncent son transfert définitif dans différents clubs français, notamment le SC Bastia, le Stade de Reims, qui annonce son arrivée publiquement, et le SM Caen. Pourtant le club d'Anderlecht empêche son joueur de repartir car il dispose d'une défense trop fébrile pour la saison 2014-2015. Le club et le joueur trouvent un accord : Gillet jouera au poste d'arrière droit jusqu'à la mi-saison et il sera ensuite libre de partir gratuitement. Durant ces six mois, il s'impose à nouveau comme le patron de la défense et de l'équipe. Il marque trois buts en Ligue Europa face à Monaco au match aller et au match retour, ainsi que contre Tottenham. Dans ce la laps de temps, il marque également plusieurs buts en championnat.
En décembre 2015, le départ de Gillet se concrétise bien que son club tente, en vain, de le garder. Il s'annonce au FC Nantes, club qu'il rejoindra le 1er janvier 2016. Ce sera une lourde perte pour le club anderlechtois. Les supporters lui offrent un vibrant adieu lors de son dernier match contre Westerlo à domicile. Ce jour-là il fait ses adieux en beauté en inscrivant le but de la victoire, son 63e but en match officiel pour le compte des mauves et blancs.
Le 30 janvier 2016, contre l'équipe de Troyes, Gillet offre la victoire à son équipe en marquant un superbe but du plat du pied à la 41e minute.
En février 2016, il est élu meilleur joueur du mois de Ligue 1 devant Zlatan Ibrahimović et Ousmane Dembélé.
En mars 2016, il est de nouveau sélectionné avec la Belgique grâce à ses très bonnes performances avec le FC Nantes. Il est réserviste pour l'Euro 2016.
Le 7 août 2017, l'Olympiakos annonce le transfert de Guillaume Gillet pour deux années et une supplémentaire. Gillet y retrouve donc Besnik Hasi qu'il avait connu comme entraîneur à Anderlecht.
Le 2 août 2018, il revient en France et signe au RC Lens, alors en Ligue 2. Le début de sa première saison est marqué par des difficultés physiques, qui lui font perdre sa place de titulaire. Pour autant, au printemps 2019, Philippe Montanier l'installe comme l'un des piliers de l'équipe sang et or, au point qu'il en devient le capitaine. Les Lensois échouent de peu en barrages d'accession à la Ligue 1, mais doivent repartir en Ligue 2 après leur échec en barrages face à Dijon.
Pour sa deuxième saison dans l'Artois, Gillet reste un joueur cadre d'un effectif qui vire en tête à mi-championnat. Philippe Montanier désigne en début de saison Steven Fortes en tant que capitaine. Celui-ci, absent quatre mois sur blessure, est suppléé dans la fonction par Gillet. En mars 2020, quelques jours après le remplacement de Philippe Montanier par Franck Haise, celui-ci décide d'attribuer la fonction de capitaine à Yannick Cahuzac. Quelques jours plus tard, la crise sanitaire du coronavirus interrompt les matchs et Lens est promu en Ligue 1, alors qu'il occupait la seconde place. Peu après, le club annonce qu'il ne conservera pas son milieu de terrain, âgé de 36 ans.

### Retour en Belgique

#### Charleroi SC
Le 6 juillet 2020, le transfert de Guillaume Gillet au Sporting de Charleroi est officiellement annoncé. Il est censé apporter de la qualité et de l'expérience au noyau carolo qui ambitionne les play-offs 1 et s'intègre rapidement dans le onze de base.
A la fin de la saison 2020-2021, si le club carolo a raté sa saison en finissant à une triste 13e place, Guillaume Gillet est considéré par les supporters et la presse comme le meilleur joueur de la saison du Sporting. Il est d'ailleurs élu "Zèbre d'Or" pour cette saison.
Le 16 juin 2021, Guillaume Gillet prolonge d'une saison son contrat chez les "Zèbres".
La saison 2021-2022 est, paradoxalement, plus compliquée sur le plan personnel pour Gillet.
Si, sous la direction du nouvel entraineur Edward Still, le Sporting fait des résultats plus que correct (5e sur 18 après la 1re partie du championnat), Guillaume Gillet ne joue que très peu, se contentant de montées au jeu en fin de match, le coach privilégiant plutôt la jeunesse.
Le 3 janvier 2022, le club carolo décide de libérer le joueur.

#### Waasland-Beveren
Le 12 janvier 2022, Guillaume Gillet signe un contrat de 6 mois à Waasland-Beveren, en D1B.

#### Retour à Anderlecht
Gillet retourne ensuite au Sporting d'Anderlecht à l'aube de la saison 2022-2023, il signe un contrat le 13 mai 2022 pour y rejoindre les -23 ans. En effet, à la suite d'une refonte de la D1B et à partir de la saison 2022-2023, quatre équipes d'espoirs de clubs de D1A viennent rejoindre les huit équipes de la division. Le RSCA -23 ans est l'une des quatre équipes s'étant qualifiée et le rôle de Gillet est de renforcer le groupe des jeunes grâce à son expérience, le nouveau règlement autorisant à deux joueurs plus âgés d'encadrer le groupe si ceux-ci ne disputent pas la moindre minute avec l'équipe A. 

### Reconversion comme entraîneur

#### RSC Anderlecht
Le 20 juin 2022, le club annonce que le joueur met finalement un terme à sa carrière et intègre le staff du nouvel entraîneur Felice Mazzù en tant que T3.
Fin octobre 2022, après le licenciement de Mazzù et la nomination de l'entraîneur des U21, Robin Veldman (nl), à la tête de l'équipe, Gillet prend la direction des RSCA Futures à la place de ce dernier,. Il démarre à son nouveau poste par une victoire face au Beerschot (2-1), alors que les jeunes du Sporting viennent d'aligner deux défaites consécutives. Le 16 juin 2023, le RSCA annonce que les voies du club et du joueur se séparent.

#### Eendracht Alost
En septembre 2023, la presse annonce que Kevin Mirallas, fraîchement retraité et nouveau directeur sportif de l'Eendracht Alost, décide d'engager Gillet comme entraîneur principal du pensionnaire de Division 2 Amateur. Toutefois, quatre jours plus tard, s'opère un retournement de situation et il s'avère que Gillet a finalement décliné l'offre.

#### Belgique U19
Début février 2025, Guillaume Gillet est choisi par la fédération belge comme adjoint de Sven Vermant, sélectionneur des moins de 19 ans.

## Statistiques

### Statistiques de joueur

#### En club
| Saison                | Club                  | Championnat           | Championnat | Championnat | Championnat | Coupe nationale | Coupe nationale | Coupe nationale | Coupe de la Ligue | Coupe de la Ligue | Coupe de la Ligue | Supercoupe | Supercoupe | Supercoupe | Compétition(s) continentale(s) | Compétition(s) continentale(s) | Compétition(s) continentale(s) | Compétition(s) continentale(s) | Autres compétitions | Autres compétitions | Autres compétitions | Autres compétitions | Total | Total | Total |
| Saison                | Club                  | Division              | M.          | B.          | P.d.        | M.              | B.              | P.d.            | M.                | B.                | P.d.              | M.         | B.         | P.d.       | Comp.                          | M.                             | B.                             | P.d.                           | Comp.               | M.                  | B.                  | P.d.                | M.    | B.    | P.d.  |
| 2002-2003             | RFC Liège             | Division 2            | 3           | 0           | 0           | -               | -               | -               | -                 | -                 | -                 | -          | -          | -          | -                              | -                              | -                              | -                              | -                   | -                   | -                   | -                   | 3     | 0     | 0     |
| 2003-2004             | RFC Liège             | Division 3            | 30          | 2           | 0           | 2               | 2               | 0               | -                 | -                 | -                 | -          | -          | -          | -                              | -                              | -                              | -                              | -                   | -                   | -                   | -                   | 32    | 4     | 0     |
| Sous-total            | Sous-total            | Sous-total            | 33          | 2           | 0           | 2               | 2               | 0               | -                 | -                 | -                 | -          | -          | -          | -                              | -                              | -                              | -                              | -                   | -                   | -                   | -                   | 35    | 4     | 0     |
| 2004-2005             | RCS Visé              | Division 2            | 33          | 4           | 0           | 1               | 0               | 0               | -                 | -                 | -                 | -          | -          | -          | -                              | -                              | -                              | -                              | TF                  | 3                   | 1                   | 0                   | 37    | 5     | 0     |
| 2005-2006             | KAS Eupen             | Division 2            | 32          | 16          | 0           | 1               | 1               | 0               | -                 | -                 | -                 | -          | -          | -          | -                              | -                              | -                              | -                              | -                   | -                   | -                   | -                   | 33    | 17    | 0     |
| 2006-2007             | KAA La Gantoise       | Division 1            | 29          | 3           | 1           | 5               | 0               | 1               | -                 | -                 | -                 | -          | -          | -          | CI                             | 2                              | 0                              | 0                              | -                   | -                   | -                   | -                   | 36    | 3     | 2     |
| 2007-2008             | KAA La Gantoise       | Division 1            | 16          | 1           | 2           | 1               | 0               | 0               | -                 | -                 | -                 | -          | -          | -          | CI                             | 4                              | 0                              | 0                              | -                   | -                   | -                   | -                   | 21    | 1     | 2     |
| Sous-total            | Sous-total            | Sous-total            | 45          | 4           | 3           | 6               | 0               | 1               | -                 | -                 | -                 | -          | -          | -          | -                              | 6                              | 0                              | 0                              | -                   | -                   | -                   | -                   | 57    | 4     | 4     |
| 2007-2008             | RSC Anderlecht        | Division 1            | 17          | 3           | 2           | 4               | 1               | 0               | -                 | -                 | -                 | -          | -          | -          | C3                             | 3                              | 0                              | 0                              | -                   | -                   | -                   | -                   | 24    | 4     | 2     |
| 2008-2009             | RSC Anderlecht        | Division 1            | 33          | 8           | 7           | 2               | 0               | 0               | -                 | -                 | -                 | 1          | 0          | 0          | C1                             | 2                              | 1                              | 1                              | TM                  | 1                   | 0                   | 0                   | 39    | 9     | 8     |
| 2009-2010             | RSC Anderlecht        | Division 1            | 28          | 2           | 2           | 2               | 0               | 0               | -                 | -                 | -                 | -          | -          | -          | C1+C3                          | 4+10                           | 0+0                            | 0+0                            | PO1                 | 10                  | 3                   | 1                   | 54    | 5     | 3     |
| 2010-2011             | RSC Anderlecht        | Division 1            | 29          | 3           | 8           | 2               | 1               | 0               | -                 | -                 | -                 | 1          | 0          | 0          | C1+C3                          | 4+8                            | 2+0                            | 1+0                            | PO1                 | 10                  | 2                   | 0                   | 54    | 8     | 9     |
| 2011-2012             | RSC Anderlecht        | Division 1            | 28          | 12          | 3           | -               | -               | -               | -                 | -                 | -                 | -          | -          | -          | C3                             | 10                             | 5                              | 1                              | PO1                 | 9                   | 2                   | 1                   | 47    | 19    | 5     |
| 2012-2013             | RSC Anderlecht        | Division 1            | 28          | 4           | 6           | 3               | 0               | 0               | -                 | -                 | -                 | 1          | 1          | 0          | C1                             | 10                             | 0                              | 1                              | PO1                 | 4                   | 2                   | 0                   | 46    | 7     | 7     |
| 2013-2014             | RSC Anderlecht        | Division 1            | 25          | 4           | 5           | -               | -               | -               | -                 | -                 | -                 | 1          | 0          | 0          | C1                             | 5                              | 0                              | 1                              | PO1                 | 8                   | 0                   | 0                   | 39    | 4     | 6     |
| 2015-2016             | RSC Anderlecht        | Division 1            | 19          | 3           | 0           | 2               | 0               | 0               | -                 | -                 | -                 | -          | -          | -          | C3                             | 6                              | 3                              | 0                              | PO1                 | -                   | -                   | -                   | 27    | 6     | 0     |
| Sous-total            | Sous-total            | Sous-total            | 207         | 39          | 33          | 15              | 2               | 0               | -                 | -                 | -                 | 4          | 1          | 0          | -                              | 62                             | 11                             | 5                              | -                   | 42                  | 9                   | 2                   | 330   | 62    | 40    |
| 2014-2015             | SC Bastia (prêt)      | Ligue 1               | 38          | 2           | 3           | 1               | 0               | 0               | 5                 | 1                 | 0                 | -          | -          | -          | -                              | -                              | -                              | -                              | -                   | -                   | -                   | -                   | 44    | 3     | 3     |
| 2015-2016             | FC Nantes             | Ligue 1               | 19          | 1           | 0           | 2               | 1               | 0               | -                 | -                 | -                 | -          | -          | -          | -                              | -                              | -                              | -                              | -                   | -                   | -                   | -                   | 21    | 2     | 0     |
| 2016-2017             | FC Nantes             | Ligue 1               | 38          | 3           | 0           | 1               | 0               | 0               | 2                 | 0                 | 0                 | -          | -          | -          | -                              | -                              | -                              | -                              | -                   | -                   | -                   | -                   | 41    | 3     | 0     |
| 2017-2018             | FC Nantes             | Ligue 1               | 1           | 0           | 0           | -               | -               | -               | -                 | -                 | -                 | -          | -          | -          | -                              | -                              | -                              | -                              | -                   | -                   | -                   | -                   | 1     | 0     | 0     |
| Sous-total            | Sous-total            | Sous-total            | 58          | 4           | 0           | 3               | 1               | 0               | 2                 | 0                 | 0                 | -          | -          | -          | -                              | -                              | -                              | -                              | -                   | -                   | -                   | -                   | 63    | 5     | 0     |
| 2017-2018             | Olympiakos            | Super League          | 16          | 1           | 1           | 6               | 1               | 1               | -                 | -                 | -                 | -          | -          | -          | C1                             | 6                              | 0                              | 0                              | -                   | -                   | -                   | -                   | 28    | 2     | 2     |
| 2018-2019             | RC Lens               | Ligue 2               | 22          | 1           | 1           | -               | -               | -               | 2                 | 0                 | 0                 | -          | -          | -          | -                              | -                              | -                              | -                              | PO                  | 4                   | 0                   | 0                   | 28    | 1     | 1     |
| 2019-2020             | RC Lens               | Ligue 2               | 26          | 2           | 0           | 1               | 0               | 0               | 1                 | 0                 | 0                 | -          | -          | -          | -                              | -                              | -                              | -                              | -                   | -                   | -                   | -                   | 28    | 2     | 0     |
| Sous-total            | Sous-total            | Sous-total            | 48          | 3           | 1           | 1               | 0               | 0               | 3                 | 0                 | 0                 | -          | -          | -          | -                              | -                              | -                              | -                              | -                   | 4                   | 0                   | 0                   | 56    | 3     | 1     |
| 2020-2021             | Charleroi SC          | Division 1A           | 32          | 0           | 2           | 1               | 0               | 0               | -                 | -                 | -                 | -          | -          | -          | C3                             | 1                              | 0                              | 0                              | -                   | -                   | -                   | -                   | 34    | 0     | 2     |
| 2021-2022             | Charleroi SC          | Division 1A           | 11          | 0           | 0           | 1               | 0               | 0               | -                 | -                 | -                 | -          | -          | -          | -                              | -                              | -                              | -                              | PO2                 | -                   | -                   | -                   | 12    | 0     | 0     |
| Sous-total            | Sous-total            | Sous-total            | 43          | 0           | 2           | 2               | 0               | 0               | -                 | -                 | -                 | -          | -          | -          | -                              | 1                              | 0                              | 0                              | -                   | -                   | -                   | -                   | 46    | 0     | 2     |
| 2021-2022             | Waasland-Beveren      | Division 1B           | 12          | 0           | 1           | -               | -               | -               | -                 | -                 | -                 | -          | -          | -          | -                              | -                              | -                              | -                              | -                   | -                   | -                   | -                   | 12    | 0     | 1     |
| Total sur la carrière | Total sur la carrière | Total sur la carrière | 565         | 75          | 44          | 38              | 7               | 2               | 10                | 1                 | 0                 | 4          | 1          | 0          | -                              | 75                             | 11                             | 5                              | -                   | 49                  | 10                  | 2                   | 741   | 105   | 53    |

### En sélections nationales
| Saison                | Sélection             | Phases finales        | Phases finales | Phases finales | Phases finales | Éliminatoires CDM | Éliminatoires CDM | Éliminatoires CDM | Éliminatoires EURO | Éliminatoires EURO | Éliminatoires EURO | Matchs amicaux | Matchs amicaux | Matchs amicaux | Total | Total | Total |
| Saison                | Sélection             | Compétition           | M              | B              | Pd             | M                 | B                 | Pd                | M                  | B                  | Pd                 | M              | B              | Pd             | M     | B     | Pd    |
| --------------------- | --------------------- | --------------------- | -------------- | -------------- | -------------- | ----------------- | ----------------- | ----------------- | ------------------ | ------------------ | ------------------ | -------------- | -------------- | -------------- | ----- | ----- | ----- |
| 2007-2008             | Belgique              | -                     | -              | -              | -              | -                 | -                 | -                 | 3                  | 0                  | 0                  | 2              | 0              | 0              | 5     | 0     | 0     |
| 2008-2009             | Belgique              | -                     | -              | -              | -              | 3                 | 0                 | 0                 | -                  | -                  | -                  | 3              | 0              | 0              | 6     | 0     | 0     |
| 2010-2011             | Belgique              | -                     | -              | -              | -              | -                 | -                 | -                 | 1                  | 0                  | 0                  | 2              | 0              | 0              | 3     | 0     | 0     |
| 2011-2012             | Belgique              | -                     | -              | -              | -              | -                 | -                 | -                 | -                  | -                  | -                  | 1              | 0              | 0              | 1     | 0     | 0     |
| 2012-2013             | Belgique              | -                     | -              | -              | -              | 2                 | 1                 | 0                 | -                  | -                  | -                  | 3              | 0              | 0              | 5     | 1     | 0     |
| 2013-2014             | Belgique              | -                     | -              | -              | -              | 0                 | 0                 | 0                 | -                  | -                  | -                  | 0              | 0              | 0              | 0     | 0     | 0     |
| 2014-2015             | Belgique              | -                     | -              | -              | -              | -                 | -                 | -                 | 0                  | 0                  | 0                  | 1              | 0              | 0              | 1     | 0     | 0     |
| 2015-2016             | Belgique              | -                     | -              | -              | -              | -                 | -                 | -                 | -                  | -                  | -                  | 1              | 0              | 0              | 1     | 0     | 0     |
| Total sur la carrière | Total sur la carrière | Total sur la carrière | -              | -              | -              | 5                 | 1                 | 0                 | 4                  | 0                  | 0                  | 13             | 0              | 0              | 22    | 1     | 0     |

#### Matchs internationaux
| Matchs internationaux de Guillaume Gillet, | Matchs internationaux de Guillaume Gillet, | Matchs internationaux de Guillaume Gillet,     | Matchs internationaux de Guillaume Gillet, | Matchs internationaux de Guillaume Gillet, | Matchs internationaux de Guillaume Gillet, | Matchs internationaux de Guillaume Gillet, | Matchs internationaux de Guillaume Gillet,                              |
| #                                          | Date                                       | Lieu                                           | Adversaire                                 | Résultat                                   | Compétition                                | Club                                       | Notes                                                                   |
| ------------------------------------------ | ------------------------------------------ | ---------------------------------------------- | ------------------------------------------ | ------------------------------------------ | ------------------------------------------ | ------------------------------------------ | ----------------------------------------------------------------------- |
| 1                                          | 13 octobre 2007                            | Stade Roi Baudouin, Bruxelles, Belgique        | Finlande                                   | N 0 - 0                                    | Éliminatoires de l'Euro 2008               | KAA La Gantoise                            | Titulaire.                                                              |
| 2                                          | 17 novembre 2007                           | Stade de Silésie, Chorzów, Pologne             | Pologne                                    | D 0 - 2                                    | Éliminatoires de l'Euro 2008               | KAA La Gantoise                            | Titulaire.                                                              |
| 3                                          | 21 novembre 2007                           | Stade Tofiq-Béhramov, Bakou, Azerbaïdjan       | Azerbaïdjan                                | V 1 - 0                                    | Éliminatoires de l'Euro 2008               | KAA La Gantoise                            | Titulaire.                                                              |
| 4                                          | 26 mars 2008                               | Stade Roi Baudouin, Bruxelles, Belgique        | Maroc                                      | D 1 - 4                                    | Match amical                               | RSC Anderlecht                             | Titulaire, remplacé par Gill Swerts à la 46e minute de jeu.             |
| 5                                          | 30 mai 2008                                | Stade Artemio-Franchi, Florence, Italie        | Italie                                     | D 1 - 3                                    | Match amical                               | RSC Anderlecht                             | Entre en jeu à la place de Axel Witsel à la 70e minute de jeu.          |
| 6                                          | 20 août 2008                               | easyCredit-Stadion, Nuremberg, Allemagne       | Allemagne                                  | D 0 - 2                                    | Match amical                               | RSC Anderlecht                             | Entre en jeu à la place de Axel Witsel à la 67e minute de jeu.          |
| 7                                          | 11 octobre 2008                            | Stade Roi Baudouin, Bruxelles, Belgique        | Arménie                                    | V 2 - 0                                    | Éliminatoires de la Coupe du monde 2010    | RSC Anderlecht                             | Titulaire.                                                              |
| 8                                          | 15 octobre 2008                            | Stade Roi Baudouin, Bruxelles, Belgique        | Espagne                                    | D 1 - 2                                    | Éliminatoires de la Coupe du monde 2010    | RSC Anderlecht                             | Entre en jeu à la place de Anthony Vanden Borre à la 87e minute de jeu. |
| 9                                          | 19 novembre 2008                           | Stade Josy-Barthel, Luxembourg, Luxembourg     | Luxembourg                                 | N 1 - 1                                    | Match amical                               | RSC Anderlecht                             | Titulaire, remplacé par Killian Overmeire à la 84e minute de jeu.       |
| 10                                         | 11 février 2009                            | Cristal Arena, Genk, Belgique                  | Slovénie                                   | V 2 - 0                                    | Match amical                               | RSC Anderlecht                             | Entre en jeu à la place de Axel Witsel à la 77e minute de jeu.          |
| 11                                         | 1er avril 2009                             | Stade Bilino-Polje, Zenica, Bosnie-Herzégovine | Bosnie-Herzégovine                         | D 1 - 2                                    | Éliminatoires de la Coupe du monde 2010    | RSC Anderlecht                             | Entre en jeu à la place de Wesley Sonck à la 90e minute de jeu.         |
| 12                                         | 11 août 2010                               | Veritas Stadion, Turku, Finlande               | Finlande                                   | D 0 - 1                                    | Match amical                               | RSC Anderlecht                             | Titulaire.                                                              |
| 13                                         | 7 septembre 2010                           | Stade Şükrü Saracoğlu, Istanbul, Turquie       | Turquie                                    | D 2 - 3                                    | Éliminatoires de l'Euro 2012               | RSC Anderlecht                             | Titulaire, remplacé par Eden Hazard à la 82e minute de jeu.             |
| 14                                         | 9 février 2011                             | Stade Jules-Otten, Gand, Belgique              | Finlande                                   | N 1 - 1                                    | Match amical                               | RSC Anderlecht                             | Titulaire, remplacé par Jelle Van Damme à la 59e minute de jeu.         |
| 15                                         | 2 juin 2012                                | Stade de Wembley, Londres, Angleterre          | Angleterre                                 | D 0 - 1                                    | Match amical                               | RSC Anderlecht                             | Titulaire.                                                              |
| 16                                         | 15 août 2012                               | Stade Roi Baudouin, Bruxelles, Belgique        | Pays-Bas                                   | V 4 - 2                                    | Match amical                               | RSC Anderlecht                             | Titulaire, écope d'un carton jaune à la 59e minute de jeu.              |
| 17                                         | 7 septembre 2012                           | Cardiff City Stadium, Cardiff, Pays de Galles  | Pays de Galles                             | V 2 - 0                                    | Éliminatoires de la Coupe du monde 2014    | RSC Anderlecht                             | Titulaire, écope d'un carton jaune à la 79e minute de jeu.              |
| 18                                         | 11 septembre 2012                          | Stade Roi Baudouin, Bruxelles, Belgique        | Croatie                                    | N 1 - 1                                    | Éliminatoires de la Coupe du monde 2014    | RSC Anderlecht                             | Titulaire et buteur, écope d'un carton jaune à la 67e minute de jeu.    |
| 19                                         | 14 novembre 2012                           | Arena Națională, Bucarest, Roumanie            | Roumanie                                   | D 1 - 2                                    | Match amical                               | RSC Anderlecht                             | Titulaire.                                                              |
| 20                                         | 29 mai 2013                                | FirstEnergy Stadium, Cleveland, États-Unis     | États-Unis                                 | V 4 - 2                                    | Match amical                               | RSC Anderlecht                             | Entre en jeu à la place de Vincent Kompany à la 72e minute de jeu.      |
| 21                                         | 4 septembre 2014                           | Stade Maurice-Dufrasne, Liège, Belgique        | Australie                                  | V 2 - 0                                    | Match amical                               | SC Bastia                                  | Entre en jeu à la place de Jan Vertonghen à la 89e minute de jeu.       |
| 22                                         | 29 mars 2016                               | Stade Dr Magalhães Pessoa, Leiria, Portugal    | Portugal                                   | D 1 - 2                                    | Match amical                               | FC Nantes                                  | Titulaire, remplacé par Jordan Lukaku à la 59e minute de jeu.           |

#### Buts internationaux
| Buts internationaux de Guillaume Gillet, | Buts internationaux de Guillaume Gillet, | Buts internationaux de Guillaume Gillet, | Buts internationaux de Guillaume Gillet, | Buts internationaux de Guillaume Gillet, | Buts internationaux de Guillaume Gillet, | Buts internationaux de Guillaume Gillet, | Buts internationaux de Guillaume Gillet, | Buts internationaux de Guillaume Gillet, | Buts internationaux de Guillaume Gillet, |
| #                                        | Date                                     | Lieu                                     | Adversaire                               | Résultat                                 | Compétition                              | Détail                                   | Détail                                   | Détail                                   | Cape                                     |
| ---------------------------------------- | ---------------------------------------- | ---------------------------------------- | ---------------------------------------- | ---------------------------------------- | ---------------------------------------- | ---------------------------------------- | ---------------------------------------- | ---------------------------------------- | ---------------------------------------- |
| 1                                        | 11 septembre 2012                        | Stade Roi Baudouin, Bruxelles, Belgique  | Croatie                                  | N 1 - 1                                  | Éliminatoires de la Coupe du monde 2014  | 45+2e                                    | du pied droit                            | 1-1                                      | 18e                                      |

### Statistiques d'entraîneur
| Saison                | Club                  | Championnat           | Championnat | Championnat | Championnat | Championnat | Coupe(s) nationale(s) | Coupe(s) nationale(s) | Coupe(s) nationale(s) | Coupe(s) nationale(s) | Autres compétitions | Autres compétitions | Autres compétitions | Autres compétitions | Autres compétitions | Total | Total | Total | Total | % Victoires |
| Saison                | Club                  | Division              | M           | V           | N           | D           | M                     | V                     | N                     | D                     | Comp.               | M                   | V                   | N                   | D                   | M     | V     | N     | D     | % Victoires |
| --------------------- | --------------------- | --------------------- | ----------- | ----------- | ----------- | ----------- | --------------------- | --------------------- | --------------------- | --------------------- | ------------------- | ------------------- | ------------------- | ------------------- | ------------------- | ----- | ----- | ----- | ----- | ----------- |
| 2022-2023             | RSCA Futures          | Division 1B           | 12          | 5           | 3           | 4           | -                     | -                     | -                     | -                     | PO                  | 10                  | 0                   | 3                   | 7                   | 22    | 5     | 6     | 11    | 23%         |
| Total sur la carrière | Total sur la carrière | Total sur la carrière | 12          | 5           | 3           | 4           | -                     | -                     | -                     | -                     | -                   | 10                  | 0                   | 3                   | 7                   | 22    | 5     | 6     | 11    | 23%         |

## Palmarès

### Palmarès de joueur
Avec le RSC Anderlecht, il est quadruple champion de Belgique en 2010, 2012, 2013 et 2014, vainqueur de la Coupe de Belgique en 2008 et triple vainqueur de la Supercoupe de Belgique en 2010, 2012 et 2013. 
Avec le SC Bastia, Gillet est finaliste de la Coupe de la Ligue en 2015.  
Il est également vice-champion de France de Ligue 2 avec le RC Lens en 2020. 
| RSC Anderlecht (8) | SC Bastia                                | RC Lens                           |
| --- | ---------------------------------------- | --------------------------------- |
| - Championnat de Belgique (4) : - Champion : 2010, 2012, 2013 et 2014 - Vice-champion : 2008 et 2009 - Coupe de Belgique (1) : - Vainqueur : 2008 - Supercoupe de Belgique (3) : - Vainqueur : 2010, 2012 et 2013 - Finaliste : 2008 | - Coupe de la Ligue : - Finaliste : 2015 | - Ligue 2 - Vice-Champion : 2020. |

### Distinctions individuelles
- Élu joueur du mois du RC Lens en août 2019[45].

## Vie privée
Guillaume et sa femme Marie, avec qui il partage sa vie depuis 2004, ont deux enfants, une fille et un garçon.
En parallèle à ses activités d'entraîneur adjoint, en août 2022, Gillet rechausse non pas des crampons mais des baskets pour s'engager avec le Celtic FD Visé, un club de futsal où évolue également son frère, Pierre Gillet,,.